# Nero Claudius Drusus
Nero Claudius Drusus (38 v.Chr. – 9 v.Chr.), ook bekend als Drusus de Oudere of Drusus Senior was een Romeins generaal onder keizer Augustus die hem beschouwde als zijn bekwaamste bevelhebber. In Nederland is Drusus bekend vanwege de in oude Romeinse geschriften genoemde Drususgracht en Drususdam. Over de ligging van de Drususgracht bestaan meerdere theorieën. De Drususdam heeft waarschijnlijk gelegen op het splitsingspunt van de (toenmalige) Waal en Nederrijn. 

## Afkomst en huwelijk
Nero Claudius Drusus was de jongste zoon van Livia en Tiberius Claudius Nero, broer van Tiberius, en echtgenoot van Antonia. Hij was de vader van Germanicus, die in zijn voetsporen zou treden, en van Tiberius Claudius Drusus Nero Germanicus, de latere keizer Claudius I, en Livilla. Hij was de grootvader van onder anderen keizer Gaius ("Caligula") en Agrippina de Jongere. Ten slotte was hij overgrootvader van keizer Nero.
Toen Augustus zijn vader dwong te scheiden van Livia, zodat hijzelf met haar kon trouwen, was Livia reeds in verwachting van Nero Claudius Drusus. Augustus voedde hem op als zijn eigen zoon. Rond 18 v.Chr. trouwde Nero Claudius Drusus met Antonia, een nicht van Augustus. Gedurende de betrekkelijk korte tijd die hij na zijn huwelijk nog leefde , kregen zij drie kinderen, namelijk Germanicus, geboren rond 15 v. Chr., Livilla in 13 v. Chr., en de ziekelijke Claudius in 10 v. Chr..

## De Alpen-operatie
De eerste militaire operatie van Drusus in 16 v.Chr. was bij Bolzano in Zuid-Tirol, waar een brug werd geslagen over de Talvera, later bekend als de Drususbrug. Via de Brennerpas trok hij de Alpen over. Zijn 4 jaar oudere broer Tiberius sloot vanuit Gallië bij de bron van de Donau aan, waarmee om de Alpen een ring van Romeinse overheersing ontstond.

## Stadhouder van Gallië

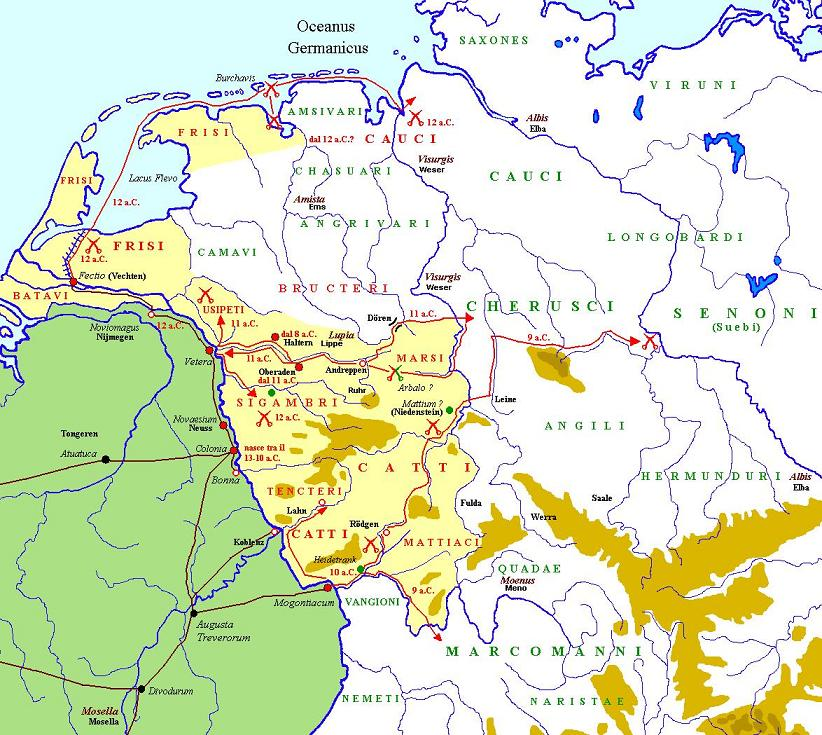
De Germaanse campagnes van Drusus

Drusus werd in 13 v.Chr door keizer Augustus aangesteld als gouverneur van Gallië en verhuisde met zijn gezin naar Lyon, Hij kreeg een dubbele opdracht mee, ten eerste het uitvoeren van een volkstelling (census) met een taxatie van de inkomsten van de bevolking, en ten tweede een aanval vanuit het westen vanaf de Rijn uit te voeren op Germanië. Zijn broer Tiberius zou vanuit het zuiden over de Donau optrekken, en men zou elkaar bij de Elbe ontmoeten. De census werd in augustus van 12 v.Chr. afgesloten met de instelling van de keizercultus in Lyon onder leiding van de Galliër Gaius Julius Vercondaridubnus.
Op het eind van de zomer voer Drusus via het toenmalige Flevomeer naar de Noordzee tot aan de monding van de Wezer. Hij werd hierbij geholpen door de Friezen, die o.a. landdekking gaven. Drusus versloeg de Bructeren bij het eiland Burchana. Het was echter te laat in het seizoen om een landing uit te voeren, zodat Drusus besloot terug te keren naar de winterkampen aan de Rijn. Op deze terugtocht kwam zijn vloot door stormen wel in moeilijkheden, maar met behulp van de Friezen kreeg hij zijn vloot weer vlot. De Friezen waren met de zee en zeevaart vertrouwd. Het lijkt er op dat het Friese gebied als een onderdeel van het Romeinse Rijk werd beschouwd, al werd er pas halverwege de eerste eeuw een apart Fries bestuursgebied ingericht.
In het jaar 11 v.Chr. viel Drusus Germanië binnen vanuit Castra Vetera via de Lippe en bereikte de Wezer. Langs de Lippe werd een groot fort bij Oberaden gebouwd. In het jaar 10 v.Chr. volgden er campagnes, meer naar het zuiden, en in 9 v.Chr. werd de Elbe bereikt. Op de terugreis raakte Drusus gewond (hij brak zijn dijbeen) door een val van zijn paard. Als gevolg van de complicaties bij deze breuk overleed hij korte tijd later in Mainz in het bijzijn van zijn broer Tiberius.

## Begrafenis in Rome
Tiberius wilde zijn broer in Mainz cremeren, maar Augustus beval anders. Tiberius begeleidde de lijkstoet te voet tot aan de Ticino, waar Augustus en Livia zich bij hem voegden. Drusus werd gecremeerd op het Marsveld, zijn as bijgezet in Augustus eigen Mausoleum. De lijkredes werden uitgesproken door Augustus en Tiberius. Het Romeinse volk, de soldaten, de Senaat, Tiberius, Augustus maar vooral zijn vrouw Antonia, waren allen diep getroffen door zijn dood. Augustus schreef later een biografie over hem; zijn 27-jarige weduwe heeft nooit willen hertrouwen.

## Verering na zijn dood

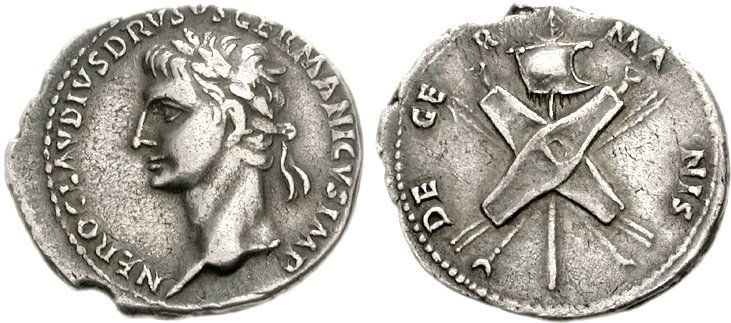
kop van Drusus op een Denarius uit de tijd van Claudius I

Na zijn dood in Mainz werd Drusus op talrijke plaatsen door de Romeinse legioenen in Germania Inferior en Germania Superior vereerd. Hij was het onderwerp van lofdichten en van talrijke monumenten. De 'Drusussteen' in Mainz (toen nog Mogontiacum) is waarschijnlijk het overblijfsel van een enorm monument voor Drusus. De aan Drusus verleende erenaam Germanicus ging na zijn dood over op zijn zonen Germanicus Julius Caesar en de latere keizer Claudius I. Keizer Caligula, die in Mogontiacum was met zijn vader en daar van de legioenen zijn bijnaam ontving, heeft volgens Mainzer legenden ter ere van Drusus nog een twee weken durend feestmaal gehouden bij de Drusussteen. Er is in de buurt van de citadel van Mainz een straat naar Drusus vernoemd.

## Overig
- zie ook Boog van Drusus
- Volgens de klassieke auteur Florus waren er garnizoenen in de tijd van Drusus langs de Eems, de Elbe en de Wezer te vinden. Na Drusus heeft zijn broer Tiberius in het jaar 5 een expeditie naar de Eemsmonding geleid.

## Nota bene
Er kan verwarring ontstaan bij de naam Drusus. Nero Claudius Drusus is de bekendste met de naam Drusus. Zijn neef (zoon van zijn broer Tiberius) Drusus Julius Caesar (13 v.Chr.-23 n.Chr.), (ook bekend als Drusus de Jongere of Drusus minor) wordt ook Drusus genoemd. Zie ook de opschriften op de muntportretten van beiden: NERO·CLAVDIVS·DRVSVS etc. voor de eerste, en DRVSVS·CAESAR etc. voor de tweede.